# منتخب تنزانيا لكرة السلة للسيدات
منتخب تنزانيا لكرة السلة للسيدات (بالإنجليزية: Tanzania women's national basketball team) هو ممثل تنزانيا الرسمي في المنافسات الدولية في كرة السلة للسيدات.